# Vladimirs Babičevs
Vladimirs Babičevs (Riga, 22 d'abril de 1968) és un exfutbolista letó que actualment fa d'entrenador de la selecció letona de futbol Sub-19.
Babičevs va ser internacional amb Letònia, amb la qual va disputar 51 partits.

## Palmarès
Selecció
- Copa Bàltica de futbol (1993)

Equip
- Lliga letona (7):

- 1993–1999

- Copa letona (3):

- 1995, 1997, 1998

Individual
- Millor davanter de la lliga letona (1):

- 1994

- Millor migcampista de la lliga letona (1):

- 1997

- Màxim golejador de la Virsliga (1):

- 1993